# Piaccametro

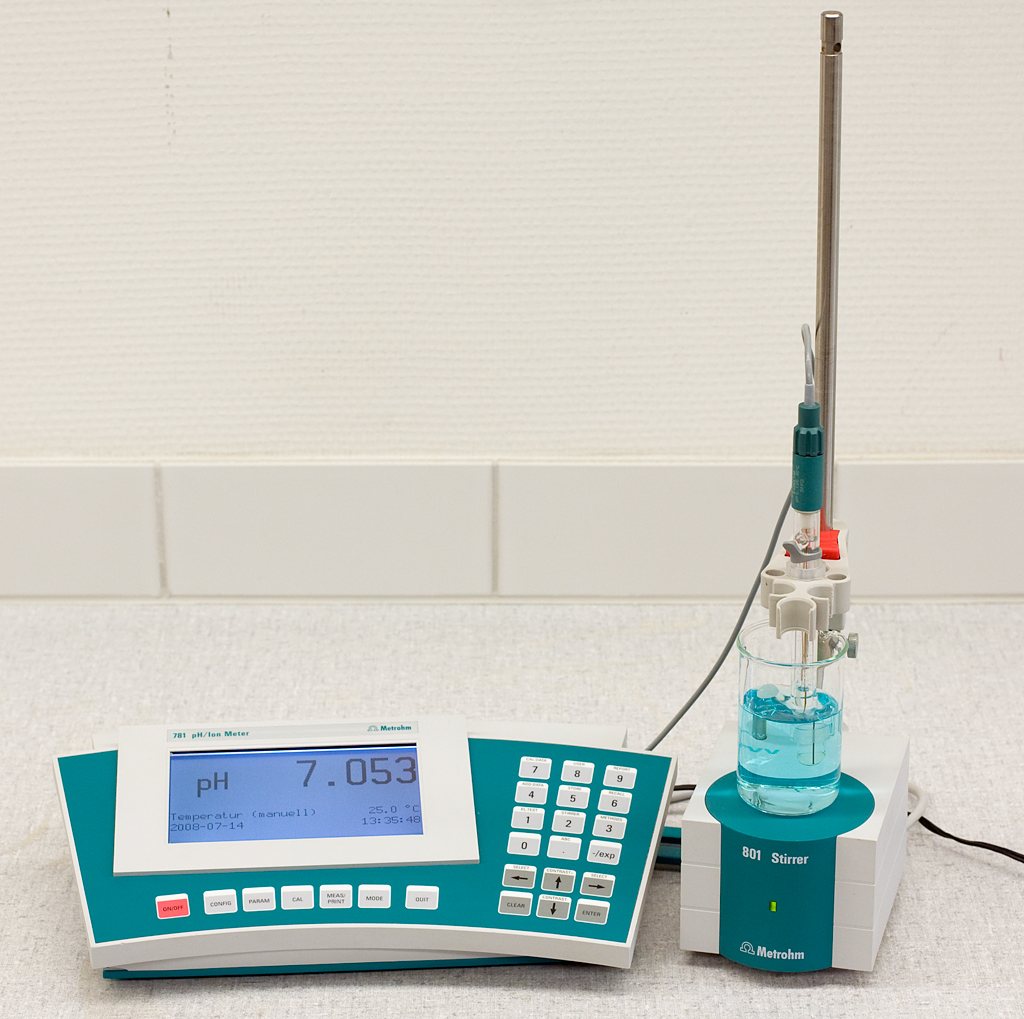
Un pHmetro da banco

Un pH-metro (o piaccametro) è un apparecchio elettronico usato per misurare il pH di un liquido. Può essere equipaggiato anche con sonde particolari adatte alla misura del pH di campioni solidi e semi-solidi.
Un tipico piaccametro consiste di una sonda (un elettrodo a vetro) collegata ad un dispositivo elettronico che raccoglie il segnale della sonda, calcola il valore di pH corrispondente e lo rappresenta su un display.

## Storia
I primi piaccametri commerciali vengono prodotti nei tardi anni trenta negli Stati Uniti da Arnold Orville Beckman e in Danimarca dalla ditta Radiometer. Beckman era assistente presso il California Institute of Technology quando gli fu chiesto da Glen Joseph, chimico di un laboratorio della California Fruit Growers Exchange, di realizzare uno strumento capace di misurare rapidamente l'acidità del succo di limone. L'invenzione di Beckman portò alla nascita della società Beckman Instruments, divenuta in seguito Beckman Coulter.
In Italia, una delle prime aziende a produrre piaccametri fu Hanna Instruments che nel 1986 commercializzò il pHep, primo piaccametro tascabile e a basso costo.

## La sonda
La sonda per pH è generalmente un elettrodo a vetro che misura la differenza di potenziale elettrico su due lati di una sottile membrana di vetro posta all'estremità dell'elettrodo, tale differenza di potenziale è legata alla differenza tra le concentrazioni degli ioni idrogeno all'interno e all'esterno della membrana. Un'unità di pH generalmente produce una differenza di potenziale di circa 0,059 V.
Spesso le sonde immerse nella soluzione sono due: oltre all'elettrodo viene immersa anche una sonda di temperatura, il cui compito è correggere la lettura dell'elettrodo in funzione dell'effettiva temperatura del campione.

## Il misuratore
Il circuito del misuratore fondamentalmente è un voltmetro che mostra i risultati in scala di unità di pH anziché in volt. L'impedenza del misuratore dev'essere molto alta, a causa dell'alta resistenza elettrica (tra i 20 e i 1000 MΩ) degli elettrodi a vetro comunemente usati.
Il circuito di un semplice piaccametro consiste di un amplificatore operazionale con un guadagno totale di circa 17 volte. L'amplificatore converte il debole potenziale elettrico prodotto dalla sonda (-59,16 mV/pH nelle soluzioni basiche,  +59,16 mV/pH nelle soluzioni acide) in unità di pH, spostando il risultato di 7 unità (offset) per farlo rientrare nella scala di pH:
- alla neutralità (pH = 7) la sonda non presenta potenziale elettrico.
- a pH alcalini (pH > 7) la sonda produce un potenziale elettrico compreso tra zero e -414,12 mV (7 × -59,16 mV); una lettura di -177,48 mV per esempio corrisponde quindi a -(-0,18) × 17 + 7 = 10 unità di pH.
- a pH acidi (pH < 7) la sonda produce un potenziale elettrico compreso tra zero e +414,12 mV; una lettura di +177,48 mV per esempio corrisponde a -(0,18) × 17 + 7 = 4 unità di pH.

## Calibrazione e utilizzo

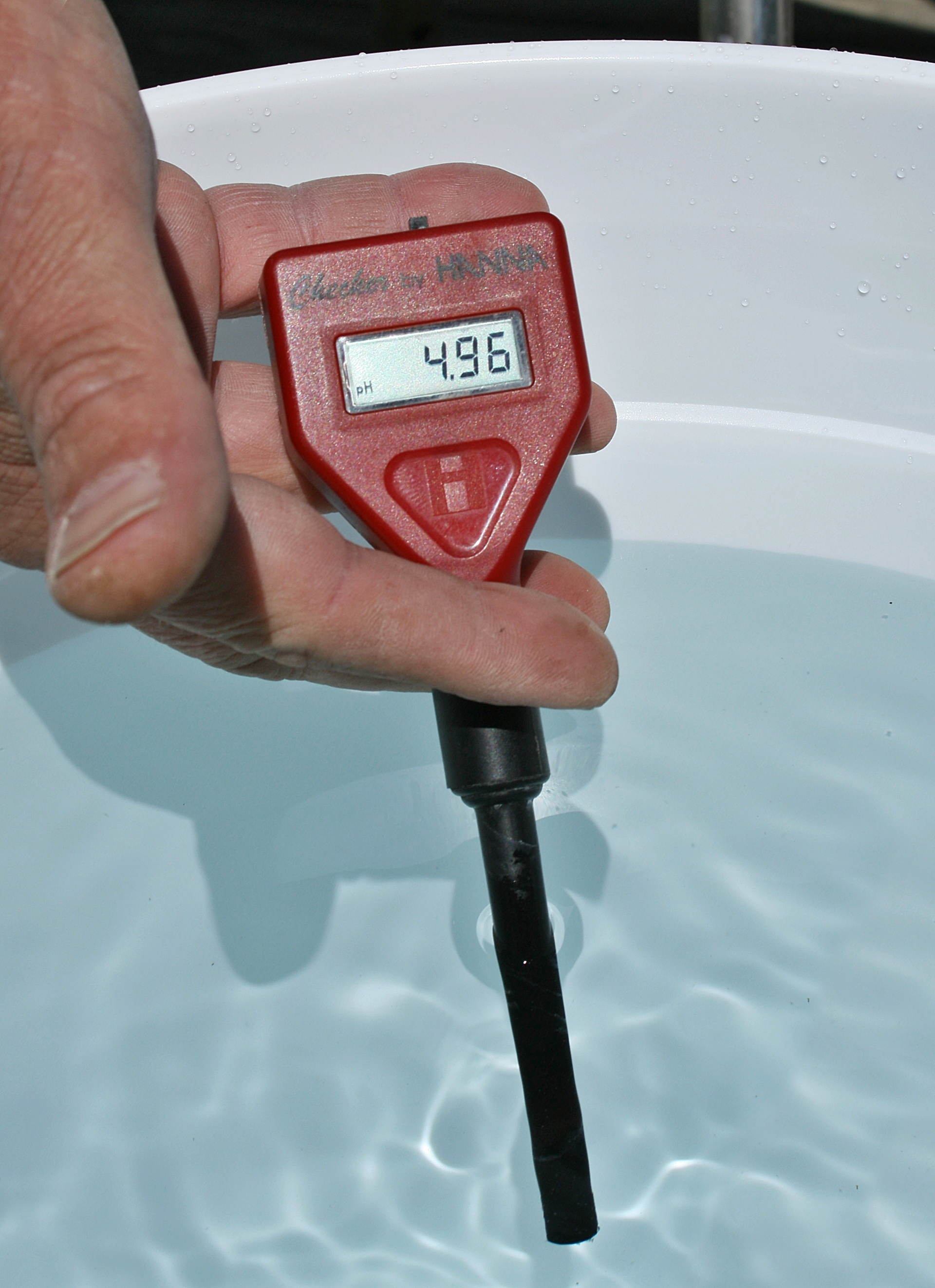
Un pHmetro portatile

Calibrare un piaccametro significa dal punto di vista elettrico aggiustare i valori di guadagno e di offset del circuito amplificatore affinché il valore fornito dallo strumento coincida con quello previsto dalla lettura di alcune soluzioni standard dal pH noto.
Operativamente, la calibrazione viene condotta con due o tre soluzioni tampone standard, preferibilmente prima dell'uso, anche se i piaccametri più moderni sono stabili anche fino ad un mese. Nella calibrazione a due punti si usa una soluzione tampone a pH 7,01 (praticamente neutra) e una a pH 10,01; in quella a tre punti si aggiunge anche una terza soluzione tampone a pH 4,01.
Guadagno e offset vengono aggiustati ripetutamente fino a quando gli standard utilizzati producono la lettura di pH attesa. Negli strumenti più moderni questo aggiustamento è eseguito in maniera completamente automatica.
Terminata la calibrazione, l'elettrodo viene sciacquato con acqua distillata, asciugato e immerso nel campione.
Purtroppo questi strumenti tendono a stararsi con il tempo e quindi bisogna calibrarli regolarmente.
Se si usa il pHmetro giornalmente per un miglior funzionamento dello strumento si consiglia di calibrarlo almeno 1 volta ogni 15/20 misurazioni.
L'elettrodo a vetro è generalmente conservato immerso in una soluzione a pH 3 per impedire che la membrana di vetro si secchi; si tende ad evitare l'uso di acqua distillata perché potrebbe estrarre per osmosi gli ioni idrogeno presenti all'interno dell'elettrodo.

## Tipi di piaccametro
I piaccametri possono essere semplici apparecchi portatili simili a grosse penne a sfera dal costo di qualche decina di euro fino a complesse apparecchiature da laboratorio con possibilità di montare diverse sonde e interfacciarsi a personal computer.
Inoltre sono disponibili sonde per applicazioni speciali e per campioni o ambienti lavorativi difficili.
Una categoria particolare di pH-metri sono quelli cateterizzati per uso sanitario; si usano solitamente nella rilevazione del pH gastrico nelle indagini cliniche di interesse gastroenterologico, spesso in congiunzione con un registratore digitale del segnale, rimanendo in posizione per 24 ore.